# Katarzyna Zielińska (ur. 1979)
Katarzyna Maria Zielińska (ur. 29 sierpnia 1979 w Limanowej) – polska aktorka i piosenkarka.

## Życiorys
W 2002 ukończyła studia w PWST w Krakowie. Podczas studiów występowała w Teatrze Ludowym w Krakowie. Po ich ukończeniu grała także w warszawskich teatrach Syrena i Rampa. Zagrała w dwóch spektaklach Teatru Polskiego Radia. Gra w Teatrze Komedia i Teatrze Muzycznym „Roma”.
W 2002 zagrała kobietę w pociągu w filmie Marka Koterskiego Dzień świra. W 2003 zwyciężyła w IV Ogólnopolskim Festiwalu Sztuki Estradowej w Warszawie. W 2004 zakwalifikowała się do finałowej dziesiątki XXV Przeglądu Piosenki Aktorskiej we Wrocławiu, gdzie zdobyła nagrodę publiczności. W 2004 wystąpiła jako dziennikarka na wystawie Nikifora w „Zachęcie” w filmie Krzysztofa Krauze Mój Nikifor. W 2006 wzięła udział w programie TVP2 Szansa na sukces. Uczyła się śpiewu pod okiem Elżbiety Zapendowskiej. Wystąpiła w „Urodzinowym strzale w dychę” kabaretu Ani Mru Mru z okazji jego 10–lecia, śpiewając piosenki z Katarzyną Jamróz.
Ogólnopolską popularność przyniosła jej rola Marty Walawskiej w serialu Barwy szczęścia, w którym zaczęła grać w 2007. Za występ w serialu dwukrotnie otrzymała nagrodę Telekamery w kategorii aktorka (2011, 2013), a także uzyskała nominację do Wiktora w kategorii odkrycie roku (2011). W 2007 uczestniczyła w drugiej edycji programu Jak oni śpiewają, a w 2008 w trzeciej edycji programu Gwiazdy tańczą na lodzie. W latach 2009–2012 była kapitanką jednej z drużyn w teleturnieju Kocham cię, Polsko!.
We wrześniu 2010 wystąpiła w konkursie na Serialowy Hit Lata podczas 47. KFPP w Opolu, gdzie wspólnie z innymi aktorami serialu Dom nad rozlewiskiem wykonała utwór Wilków „Nie stało się nic”. W 2011 zagrała Betty, siostrę Małgorzaty w filmie Listy do M. i uczestniczyła w trzynastej edycji programu Taniec z gwiazdami, w parze z Rafałem Maserakiem zajęła czwarte miejsce, odpadając w jedenastym odcinku. Za rolę w filmie Och, Karol 2 (2011) została nominowana do Złotej Kaczki w kategorii „Najlepsza aktorka”. W 2012 zadebiutowała jako producentka teatralna, przygotowując na scenie małej sceny w Teatrze Muzycznym „Roma” spektakl Berlin. 4.00 rano, a także była jurorką w programie Bitwa na głosy.
W 2014 zagrała Alicję Małecką w Przyjaciółkach oraz wyprodukowała musical Sofia de Magico wystawiany w Teatrze Muzycznym „Roma”. W latach 2014–2016 występowała w roli mecenas Laury Cyryło w serialu O mnie się nie martw. W 2015 zagrała Betty w Listach do M. 2 oraz wydała album z piosenkami ze spektaklu Sofia de Magico. W 2016 uczestniczyła w programie Twoja twarz brzmi znajomo. W 2017 opuściła obsadę Barw szczęścia i nagrała piosenki na album pt. Leopold Kozłowski i przyjaciele. W 2019 wyprodukowała musical Nowy Jork. Prohibicja dla TM „Roma”. W latach 2019–2020 grała Dorotę Zimę w serialu Zawsze warto. W 2020 była kapitanką jednej z drużyn w programie rozrywkowym TVP1 To był rok!. Od lipca do grudnia 2022 współprowadziła poranny magazyn rozrywkowo-informacyjny Poranny rogal na antenie Zoom TV.

## Życie prywatne
3 sierpnia 2013 poślubiła Wojciecha Domańskiego, współzałożyciela i dyrektora zarządzającego firmy inwestycyjnej Custodia Capital. Mają dwóch synów: Henryka (ur. 2015) i Aleksandra (ur. 2017). Przyznała, że podczas pandemii COVID-19 popadła w depresję. Wspiera Stowarzyszenie Aktywnie Przeciwko Depresji.
Jest fanką Audrey Hepburn i serialu Simpsonowie. Lubi podróże i kuchnię tajską.

## Filmografia
| Rok       | Tytuł                   | Rola                                                                | Uwagi          |
| --------- | ----------------------- | ------------------------------------------------------------------- | -------------- |
| 1999      | Córy szczęścia          | córka Roberta                                                       |                |
| 2001      | Quo vadis               | senatorowa                                                          |                |
| 2002      | Dzień świra             | kobieta w pociągu                                                   |                |
| 2004      | Mój Nikifor             | jako dziennikarka na wystawie Nikifora w „Zachęcie”                 |                |
| 2005      | Złotopolscy             | Eugenia Osoba, pracownica Ośrodka Doradztwa Rolniczego w Poświętnem | odc. 688 i 689 |
| 2006      | Plac Zbawiciela         | kobieta na przyjęciu u Hani                                         |                |
| 2006      | Ale się kręci           | radiowiec                                                           | odc. 8         |
| 2007–2017 | Barwy szczęścia         | Marta Walawska                                                      |                |
| 2007      | Ryś                     | Krysia, piosenkarka na wiecu                                        |                |
| 2007      | Na dobre i na złe       | Kinga                                                               | odc. 305       |
| 2007      | Klan                    | Natalia Turska, matka Wojtka                                        |                |
| 2009      | Dom nad rozlewiskiem    | lekarka Magdalena Lisowska, była żona Janusza                       |                |
| 2010      | Miłość nad rozlewiskiem | lekarka Magdalena Lisowska, była żona Janusza                       |                |
| 2010      | M jak miłość            | kobieta w kawiarni                                                  | odc. 729       |
| 2011      | Och, Karol 2            | Irena                                                               |                |
| 2011      | Listy do M.             | Betty, siostra Małgorzaty                                           |                |
| 2014      | To nie koniec świata    | dziennikarka Olga                                                   |                |
| 2014      | Przyjaciółki            | Alicja Małecka                                                      |                |
| 2014–2016 | O mnie się nie martw    | mecenas Laura Curyło                                                |                |
| 2015      | Listy do M. 2           | Betty, siostra Małgorzaty                                           |                |
| 2016      | Wmiksowani.pl           | Monika Trott, „scenażystka” z dysgrafią i fanka wszelakich diet     |                |
| 2017      | Ojciec Mateusz          | Maja Strocka                                                        | odc. 217       |
| 2019–2020 | Zawsze warto            | Dorota Zima                                                         |                |
| 2022      | Parada serc             | Irenka                                                              |                |
| 2022–2023 | Mecenas Porada          | Julia Polkowska                                                     |                |
| od 2025   | Zaraz wracam            |                                                                     |                |